# Lida Chan
Lida Chan, née le 25 mars 1980, est une réalisatrice cambodgienne.

## Biographie
Lida Chan rejoint le Centre Bophana en 2006, où, en tant que documentaliste, elle se spécialise dans l'analyse des archives khmères rouges. Elle travaille également comme journaliste radio pour Radio France internationale, pour laquelle elle couvre le procès de l'ancien cadre khmer rouge Douch.
En 2010, Lida Chan se tourne vers la réalisation de films documentaires après avoir été formée par le cinéaste et producteur Cambodgien Rithy Panh.

## Filmographie
| Année | Film               | Genre        | Récompenses |
| ----- | ------------------ | ------------ | --- |
| 2010  | My Yesterday Night | Documentaire | Présenté au 17e Festival International des Cinémas d’Asie (FICA) de Vesoul |
| 2013  | Noces rouges       | Documentaire | Prix du meilleur moyen-métrage 2012 au Festival international du film documentaire d'Amsterdam (IDFA), Golden Award 2013 (compétition moyen-métrage) au Festival international du film documentaire d'Al Jazeera, Prix du jury 2013 au Gdansk DocFilm Festival Prix spécial du jury 2013 au Human Rights Human Dignity International Film Festival (HRHDIFF) Prix du meilleur film d'Asie du Sud-est sur les droits de l'homme 2013 au FreedomFilmFest Mention spéciale du jury 2014 au Salaya International Documentary Film Festival |